# Autographa securis
Autographa securis är en fjärilsart som beskrevs av Charles Joseph de Villers 1789. Autographa securis ingår i släktet Autographa och familjen nattflyn. Inga underarter finns listade i Catalogue of Life.